# Sigrún Eðvaldsdóttir
Sigrún Eðvaldsdóttir, född 13 januari 1967, är en isländsk violinist och konsertmästare. Hon har gett ut två CD-skivor tillsammans med Selma Guðmundsdóttir på piano, Cantabile 1991 och Ljúflingslög 1992.